# Александра Кусто
Александра Маргеріт Клементін Кусто (нар. 21 березня 1976) — американська режисерка, екологиня, доповідачка з питань сталого розвитку та екологічна активістка. Продовжуючи справу діда і батька, Кусто відстоює важливість збереження, відновлення та сталого управління океанськими та водними ресурсами для здорової планети та продуктивних суспільств. Є всесвітньо популярною доповідачкою про стійкість, збереження та опір змінам клімату.

## Життєпис
Народилася 21 березня 1976 року в родині Філіпа та Яни Кусто; онука французького дослідника та режисера Жака-Іва Кусто та Симони Кусто, ставши членом третього покоління родини, яка досліджує та пояснює світ природи. У 4 місяці вперше вирушила в експедицію з батьком, у сім років навчилася пірнати з аквалангом з дідусем.
У 1998 році Кусто здобула ступінь бакалавра політичних наук (міжнародні відносини) у Джорджтаунському коледжі. У травні 2016 року отримала почесний ступінь доктора гуманітарних наук у Джорджтаунському університеті.

## Кар'єра
Щоб продовжувати спадщину своєї родини в галузі науки, захисту прав та освіти, у 2000 році Кусто зі своїм братом Філіппом Кусто-молодшим заснувала EarthEcho International.
З 2005 по 2007 рік Кусто працювала над питаннями збереження океану в Центральній Америці як радниця MarViva.
У 2010 році Кусто очолила експедицію «Блакитна планета: Північна Америка» — п'ятимісячне плавання протяжністю 18 000 миль поблизу США, Канади та Мексики. Кусто та її команда зняли низку критичних проблем з водою на річці Колорадо, узбережжі Мексиканської затоки, долині Теннессі, Великих озерах і Чесапікській затоці, а також зупинилися в 20 громадах уздовж маршруту, щоб провести акції вододілу.
У 2014 році очолювала експедицію до Канади. 2015 року в партнерстві з Ottawa Riverkeeper і Aqua Hacking організувала конференцією, присвяченою захисту річки. Це спільна ініціатива Ottawa Riverkeeper, Blue Legacy Олександри Кусто та Фонду de Gaspe Beaubien.
Олександра Кусто також є членом правління Неома, запланованого транскордонного міста на північному заході Саудівської Аравії, розробленого наслідним принцом Саудівської Аравії Мохаммадом бін Салманом.
У 2019 році співзаснувала Oceans2050, яку зараз очолює. Це амбітний проєкт, метою якого є відновлення достатку океану до 2050 року. Кусто — популярний у всьому світі спікер з питань сталого розвитку, збереження та стійкості до зміни клімату.